# Guillermo de la Pole
Guillermo de la Pole, I duque de Suffolk, (en inglés: William de la Pole, 16 de octubre de 1396 - 2 de mayo de 1450) fue un destacado militar y comandante inglés durante la guerra de los Cien Años. Posteriormente fue Lord Chamberlain del reino y un personaje destacado en las partes primera y segunda de la obra Enrique VI de William Shakespeare.
Segundo hijo de Miguel de la Pole [1367-1415] (Michael de la Pole) y de Katharine de Stafford, heredó el título de conde de Suffolk para convertirse en marqués y finalmente en duque de Suffolk.

## Vida pública
Prestó servicios militares durante largos períodos en la guerra contra Francia, donde fue gravemente herido durante el sitio de Harfleur en 1415, mismo lugar donde moriría su padre, Michael de la Pole de disentería el 17 de septiembre de 1415. Poco tiempo después, durante la batalla de Azincourt, murió su hermano mayor, Michael de la Pole [1394-1415] de quien heredó el título de conde.
Fue uno de los comandantes de las fuerzas inglesas durante el sitio a la fortaleza de Orleans en 1429, después de la muerte de Tomás de Montagu. El sitio se vio resentido al haber sido auxiliado por las tropas de Juana de Arco, de manera que se vio obligado a retirarse a Jargeau, donde sus tropas se rindieron el 12 de junio.
En la batalla de Jargeau, murió su hermano Alexander [?-1429] y él, fue hecho prisionero, junto a sus hermanos John [?-1429] y Thomas [1397 - 1433], que murieron en cautiverio, fue prisionero del rey Carlos VII de Francia tres años, hasta que fue liberado en 1431.
Uno de sus más notables logros durante esta época fue lograr el matrimonio entre Enrique VI de Inglaterra y Margarita de Anjou en 1444, lo que le significó ser nombrado marqués de Suffolk. Su propio matrimonio tuvo lugar el 11 de noviembre de 1430 con Alicia de la Pole (fue el tercer esposo de esta dama). En 1445 Guillermo hizo guardia del castillo de Wallingford.
Con las muertes en 1447 de Humphrey, duque de Gloucester, y del cardenal Beaufort, Suffolk se transformó en el verdadero poder detrás del trono del débil Enrique VI. Al poco tiempo fue designado Lord Chamberlain, almirante de Inglaterra (Primer Lord del Almirantazgo), y recibió otros importantes títulos. Fue nombrado conde de Pembroke en 1447 y duque de Suffolk en 1448.
En los siguientes tres años, el reino de Inglaterra perdió casi la totalidad de sus posesiones en Francia, acusándose a Suffolk de ser responsable de ello. El 28 de enero de 1450 fue arrestado y llevado como prisionero a la Torre de Londres. Exiliado durante cinco años, intentó dirigirse a Francia, pero en la mitad del camino fue interceptado y ejecutado. Quién o quiénes ordenaron tal cosa es un misterio.
Tuvo un solo hijo legítimo con el nombre de Juan de la Pole.